# Joseph II de Lazerme
Pour les autres membres de la famille, voir Famille de Lazerme.
Joseph-Jean-Jacques, comte de Lazerme (14 mars 1787, Perpignan - 13 avril 1853, Perpignan), est un homme politique français.

## Biographie
Il est le fils de Joseph de Lazerme, avocat au conseil souverain de Roussillon. Après des études au collège Henri IV à Toulouse, il part faire son droit à Paris. De retour à Perpignan, il assiste son père dans la gestion de ses propriétés. Capitaine de voltigeurs volontaires de la garde nationale d'élite en 1815, il ferma les portes de Perpignan aux Espagnols qui voulaient prendre possession de cette place au nom des Bourbons, y arbora lui-même le drapeau blanc et se prépara à soutenir un siège. 
Le gouvernement royal le fit conseiller général des Pyrénées-Orientales: il était alors le propriétaire le plus imposé de ce département français. Le 17 novembre 1827, il fut élu député du département et conseiller municipal de Perpignan. Sans aborder la tribune, Lazerme se fit apprécier dans les commissions et dans les conseils de la droite ministérielle où il siégea. 
Charles X lui accorda le titre de comte et la croix de la Légion d'honneur en 1828, et le ministère Polignac le nomma, le 1er mars 1829, conseiller de préfecture à Perpignan. 
Son attachement à la branche aînée lui valut, en juillet 1830, à Perpignan un charivari qui faillit lui coûter la vie. Il se retira alors de la vie politique, et ne conserva que le mandat de conseiller général que l'administration d'alors ne put lui faire perdre jusqu'en 1848; il s'en démit, à cette date, en faveur de son fils.